# Tawny Little
Tawny Elaine Little, anche conosciuta come Tawny Godin, (Portland, 15 settembre 1956), è una modella e conduttrice televisiva statunitense, eletta Miss America 1976.

## Biografia
Dopo essere stata eletta Miss America, Tawny Little ha intrapreso la carriera di presentatrice televisiva, lavorando come conduttrice del telegiornale a Los Angeles in California. In passato, Little ha lavorato per KABC-TV, KCAL-TV e KCOP, ed ha anche co-condotto un talk show locale intitolato A.M. LA insieme a Steve Edwards. È inoltre comparsa in film cinematografici come Rocky 2 e Traffico di diamanti.
Tawny Little è stata sposata con Miles Little, con John Schneider, attore di Hazzard e con Don Corsini, dirigente della CBS. Con quest'ultimo, ha avuto due figli, JJ e Chris. Attualmente è sposata con l'avvocato di Los Angeles Rick Welch, con il quale ha avuto un altro figlio, Cole.
Twany Little viene menzionata in alcuni passaggi del brano Reagan der Fuhrer del gruppo musicale punk rock D.I., che si riferiscono a lei in tre modi diversi: "Tawny Little", "Tawny Schneider" e "Tawny Who?"